# 13 (album av The Doors)
13  är ett samlingsalbum av rockgruppen The Doors utgivet i november 1970. Mexikansk upplaga utgiven 1981.

## Låtlista
Samtliga låtar skrivna av John Densmore, Robbie Krieger, Ray Manzarek och Jim Morrison, om annat inte anges.
1. "Light My Fire" - 6:50
2. "People Are Strange" - 2:10
3. "Back Door Man" (Willie Dixon) - 3:30
4. "Moonlight Drive" - 3:00
5. "The Crystal Ship" (Jim Morrison)- 2:30
6. "Roadhouse Blues" - 4:04
7. "Touch Me" (Robbie Krieger) - 3:15
8. "Love Me Two Times" (Robbie Krieger)- 3:23
9. "You're Lost Little Girl" - 3:01
10. "Hello, I Love You" - 2:22
11. "Land Ho!" (Robbie Krieger/Jim Morrison) - 4:08
12. "Wild Child" - 2:36
13. "The Unknown Soldier" - 3:10